# Dodd Nunatak, Antarktis (1)
Dodd Nunatak är en nunatak i Antarktis. Den ligger i Östantarktis. Australien gör anspråk på området. Toppen på Dodd Nunatak är 29 meter över havet.
Terrängen runt Dodd Nunatak är platt åt nordväst, men åt sydost är den kuperad. Trakten är obefolkad. Det finns inga samhällen i närheten. 